# 梅拉羅

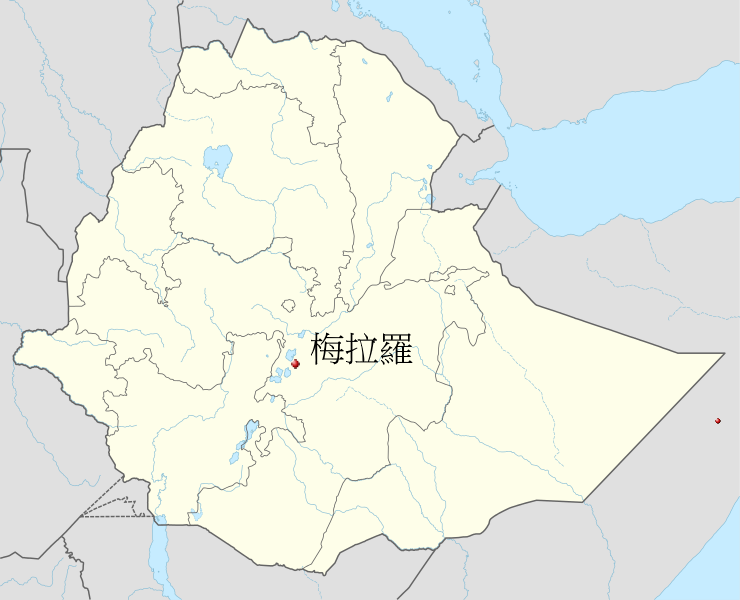

梅拉羅（Meraro）是埃塞俄比亞中部奧羅米亞州阿爾西地區的小鎮，位於貝科吉以南，座標7°41′N 39°25′E / 7.683°N 39.417°E，海拔3,030米。根據埃塞俄比亞中央統計局2005年的人口普查資料，梅拉羅人口約4,307，其中男性2,036人，女性2,271人。